# Forcepsioneura
Forcepsioneura is een geslacht van libellen (Odonata) uit de familie van de Protoneuridae.

## Soorten
Forcepsioneura omvat 9 soorten:
- Forcepsioneura ephippigera (Selys, 1886)
- Forcepsioneura garrisoni Lencioni, 1999
- Forcepsioneura grossiorum Machado, 2005
- Forcepsioneura haerteli Machado, 2001
- Forcepsioneura itataiae (Santos, 1970)
- Forcepsioneura juruaensis (Machado, 2004)
- Forcepsioneura lucia Machado, 2000
- Forcepsioneura sancta (Hagen in Selys, 1860)
- Forcepsioneura westfalli Machado, 2001